# Distretto di Payerne
Il distretto di Payerne è stato un distretto del Canton Vaud, in Svizzera. Confina con i distretti di Moudon a sud, di Yverdon a ovest, con il Canton Friburgo (distretti di Broye a nord, a est e a sud di Glâne a sud-est) e con il Canton Neuchâtel (distretto di Boudry) a nord. Il capoluogo era Payerne. Comprendeva una parte del lago di Neuchâtel.
In seguito alla riforma territoriale entrata in vigore nel 2008 il distretto è stato soppresso e i suoi comuni sono entrati a far parte del distretto della Broye-Vully.
Amministrativamente era diviso in 3 circoli e 20 comuni:

## Comuni

### Grandcour
- Chevroux
- Corcelles-près-Payerne
- Grandcour
- Missy

### Granges-près-Marnand
- Cerniaz
- Champtauroz
- Combremont-le-Grand
- Combremont-le-Petit
- Granges-près-Marnand
- Henniez
- Marnand
- Rossens
- Sassel
- Sédeilles
- Seigneux
- Treytorrens
- Villars-Bramard
- Villarzel

### Payerne
- Payerne
- Trey

### Divisioni
- 1806: Payerne → Corcelles-près-Payerne, Payerne

### Fusioni
- 2006: Rossens, Sédeilles, Villarzel → Villarzel